# Echinolaena
Echinolaena is een geslacht uit de grassenfamilie (Poaceae). De soorten van dit geslacht komen voor in Afrika en Amerika.